# Lista di asteroidi (116001-117000)
Di seguito una lista di asteroidi dal numero 116001 al 117000 con data di scoperta e scopritore.

## 116001-116100
| Nome     | Designazione provvisoria | Data di scoperta | Scopritore |
| -------- | ------------------------ | ---------------- | ---------- |
| 116001 - | 2003 WD74                | 20 novembre 2003 | LINEAR     |
| 116002 - | 2003 WH75                | 18 novembre 2003 | Spacewatch |
| 116003 - | 2003 WN75                | 19 novembre 2003 | Spacewatch |
| 116004 - | 2003 WB76                | 19 novembre 2003 | LINEAR     |
| 116005 - | 2003 WL77                | 19 novembre 2003 | Spacewatch |
| 116006 - | 2003 WA78                | 20 novembre 2003 | Spacewatch |
| 116007 - | 2003 WJ78                | 20 novembre 2003 | LINEAR     |
| 116008 - | 2003 WE79                | 20 novembre 2003 | LINEAR     |
| 116009 - | 2003 WT79                | 20 novembre 2003 | LINEAR     |
| 116010 - | 2003 WP80                | 20 novembre 2003 | LINEAR     |
| 116011 - | 2003 WQ80                | 20 novembre 2003 | CSS        |
| 116012 - | 2003 WU81                | 18 novembre 2003 | NEAT       |
| 116013 - | 2003 WU82                | 19 novembre 2003 | NEAT       |
| 116014 - | 2003 WA83                | 20 novembre 2003 | LINEAR     |
| 116015 - | 2003 WE83                | 20 novembre 2003 | NEAT       |
| 116016 - | 2003 WK83                | 20 novembre 2003 | LINEAR     |
| 116017 - | 2003 WN84                | 19 novembre 2003 | NEAT       |
| 116018 - | 2003 WS84                | 19 novembre 2003 | CSS        |
| 116019 - | 2003 WT84                | 19 novembre 2003 | CSS        |
| 116020 - | 2003 WC86                | 20 novembre 2003 | LINEAR     |
| 116021 - | 2003 WG86                | 21 novembre 2003 | NEAT       |
| 116022 - | 2003 WM87                | 21 novembre 2003 | LINEAR     |
| 116023 - | 2003 WN87                | 21 novembre 2003 | LINEAR     |
| 116024 - | 2003 WR87                | 22 novembre 2003 | CSS        |
| 116025 - | 2003 WS87                | 22 novembre 2003 | LINEAR     |
| 116026 - | 2003 WP88                | 16 novembre 2003 | Spacewatch |
| 116027 - | 2003 WV88                | 16 novembre 2003 | CSS        |
| 116028 - | 2003 WJ89                | 16 novembre 2003 | CSS        |
| 116029 - | 2003 WO89                | 16 novembre 2003 | CSS        |
| 116030 - | 2003 WY90                | 18 novembre 2003 | Spacewatch |
| 116031 - | 2003 WR91                | 18 novembre 2003 | Spacewatch |
| 116032 - | 2003 WQ92                | 19 novembre 2003 | LONEOS     |
| 116033 - | 2003 WY92                | 19 novembre 2003 | LONEOS     |
| 116034 - | 2003 WH95                | 19 novembre 2003 | LONEOS     |
| 116035 - | 2003 WN96                | 19 novembre 2003 | LONEOS     |
| 116036 - | 2003 WX97                | 19 novembre 2003 | LONEOS     |
| 116037 - | 2003 WU99                | 20 novembre 2003 | LINEAR     |
| 116038 - | 2003 WY99                | 20 novembre 2003 | LINEAR     |
| 116039 - | 2003 WZ99                | 20 novembre 2003 | LINEAR     |
| 116040 - | 2003 WQ100               | 21 novembre 2003 | NEAT       |
| 116041 - | 2003 WZ100               | 21 novembre 2003 | CSS        |
| 116042 - | 2003 WA101               | 21 novembre 2003 | CSS        |
| 116043 - | 2003 WW101               | 21 novembre 2003 | LINEAR     |
| 116044 - | 2003 WE102               | 21 novembre 2003 | LINEAR     |
| 116045 - | 2003 WR102               | 21 novembre 2003 | LINEAR     |
| 116046 - | 2003 WZ102               | 21 novembre 2003 | LINEAR     |
| 116047 - | 2003 WR104               | 21 novembre 2003 | LINEAR     |
| 116048 - | 2003 WC105               | 21 novembre 2003 | LINEAR     |
| 116049 - | 2003 WE105               | 21 novembre 2003 | Spacewatch |
| 116050 - | 2003 WL105               | 21 novembre 2003 | LINEAR     |
| 116051 - | 2003 WM106               | 21 novembre 2003 | LINEAR     |
| 116052 - | 2003 WT106               | 21 novembre 2003 | NEAT       |
| 116053 - | 2003 WD107               | 22 novembre 2003 | LINEAR     |
| 116054 - | 2003 WO107               | 23 novembre 2003 | LINEAR     |
| 116055 - | 2003 WQ107               | 23 novembre 2003 | CSS        |
| 116056 - | 2003 WS107               | 23 novembre 2003 | CSS        |
| 116057 - | 2003 WW107               | 24 novembre 2003 | CSS        |
| 116058 - | 2003 WB108               | 20 novembre 2003 | LINEAR     |
| 116059 - | 2003 WG110               | 20 novembre 2003 | LINEAR     |
| 116060 - | 2003 WL111               | 20 novembre 2003 | LINEAR     |
| 116061 - | 2003 WO111               | 20 novembre 2003 | LINEAR     |
| 116062 - | 2003 WN115               | 20 novembre 2003 | LINEAR     |
| 116063 - | 2003 WM117               | 20 novembre 2003 | LINEAR     |
| 116064 - | 2003 WA118               | 20 novembre 2003 | LINEAR     |
| 116065 - | 2003 WX118               | 20 novembre 2003 | LINEAR     |
| 116066 - | 2003 WC119               | 20 novembre 2003 | LINEAR     |
| 116067 - | 2003 WF119               | 20 novembre 2003 | LINEAR     |
| 116068 - | 2003 WW119               | 20 novembre 2003 | LINEAR     |
| 116069 - | 2003 WR120               | 20 novembre 2003 | LINEAR     |
| 116070 - | 2003 WV120               | 20 novembre 2003 | LINEAR     |
| 116071 - | 2003 WB121               | 20 novembre 2003 | LINEAR     |
| 116072 - | 2003 WG121               | 20 novembre 2003 | LINEAR     |
| 116073 - | 2003 WH121               | 20 novembre 2003 | LINEAR     |
| 116074 - | 2003 WK121               | 20 novembre 2003 | LINEAR     |
| 116075 - | 2003 WX121               | 20 novembre 2003 | LINEAR     |
| 116076 - | 2003 WL123               | 20 novembre 2003 | LINEAR     |
| 116077 - | 2003 WT123               | 20 novembre 2003 | LINEAR     |
| 116078 - | 2003 WV123               | 20 novembre 2003 | LINEAR     |
| 116079 - | 2003 WA124               | 20 novembre 2003 | LINEAR     |
| 116080 - | 2003 WG124               | 20 novembre 2003 | LINEAR     |
| 116081 - | 2003 WM124               | 20 novembre 2003 | LINEAR     |
| 116082 - | 2003 WZ124               | 20 novembre 2003 | LINEAR     |
| 116083 - | 2003 WA125               | 20 novembre 2003 | LINEAR     |
| 116084 - | 2003 WB125               | 20 novembre 2003 | LINEAR     |
| 116085 - | 2003 WK125               | 20 novembre 2003 | LINEAR     |
| 116086 - | 2003 WU125               | 20 novembre 2003 | LINEAR     |
| 116087 - | 2003 WX125               | 20 novembre 2003 | LINEAR     |
| 116088 - | 2003 WY125               | 20 novembre 2003 | LINEAR     |
| 116089 - | 2003 WA126               | 20 novembre 2003 | LINEAR     |
| 116090 - | 2003 WC126               | 20 novembre 2003 | LINEAR     |
| 116091 - | 2003 WG126               | 20 novembre 2003 | LINEAR     |
| 116092 - | 2003 WJ126               | 20 novembre 2003 | LINEAR     |
| 116093 - | 2003 WK126               | 20 novembre 2003 | LINEAR     |
| 116094 - | 2003 WZ126               | 20 novembre 2003 | LINEAR     |
| 116095 - | 2003 WD127               | 20 novembre 2003 | LINEAR     |
| 116096 - | 2003 WE127               | 20 novembre 2003 | LINEAR     |
| 116097 - | 2003 WH127               | 20 novembre 2003 | LINEAR     |
| 116098 - | 2003 WU127               | 20 novembre 2003 | LINEAR     |
| 116099 - | 2003 WY127               | 20 novembre 2003 | LINEAR     |
| 116100 - | 2003 WB128               | 20 novembre 2003 | LINEAR     |

## 116101-116200
| Nome                   | Designazione provvisoria | Data di scoperta | Scopritore              |
| ---------------------- | ------------------------ | ---------------- | ----------------------- |
| 116101 -               | 2003 WM131               | 21 novembre 2003 | NEAT                    |
| 116102 -               | 2003 WL132               | 19 novembre 2003 | Spacewatch              |
| 116103 -               | 2003 WT132               | 21 novembre 2003 | LINEAR                  |
| 116104 -               | 2003 WB133               | 21 novembre 2003 | LINEAR                  |
| 116105 -               | 2003 WZ133               | 21 novembre 2003 | LINEAR                  |
| 116106 -               | 2003 WC134               | 21 novembre 2003 | LINEAR                  |
| 116107 -               | 2003 WE134               | 21 novembre 2003 | LINEAR                  |
| 116108 -               | 2003 WR134               | 21 novembre 2003 | LINEAR                  |
| 116109 -               | 2003 WT134               | 21 novembre 2003 | LINEAR                  |
| 116110 -               | 2003 WV134               | 21 novembre 2003 | LINEAR                  |
| 116111 -               | 2003 WD135               | 21 novembre 2003 | LINEAR                  |
| 116112 -               | 2003 WH135               | 21 novembre 2003 | LINEAR                  |
| 116113 -               | 2003 WW135               | 21 novembre 2003 | LINEAR                  |
| 116114 -               | 2003 WZ135               | 21 novembre 2003 | LINEAR                  |
| 116115 -               | 2003 WL136               | 21 novembre 2003 | LINEAR                  |
| 116116 -               | 2003 WY136               | 21 novembre 2003 | LINEAR                  |
| 116117 -               | 2003 WG137               | 21 novembre 2003 | LINEAR                  |
| 116118 -               | 2003 WH137               | 21 novembre 2003 | LINEAR                  |
| 116119 -               | 2003 WU137               | 21 novembre 2003 | LINEAR                  |
| 116120 -               | 2003 WP138               | 21 novembre 2003 | LINEAR                  |
| 116121 -               | 2003 WU138               | 21 novembre 2003 | LINEAR                  |
| 116122 -               | 2003 WD139               | 21 novembre 2003 | LINEAR                  |
| 116123 -               | 2003 WL139               | 21 novembre 2003 | LINEAR                  |
| 116124 -               | 2003 WU139               | 21 novembre 2003 | LINEAR                  |
| 116125 -               | 2003 WY139               | 21 novembre 2003 | LINEAR                  |
| 116126 -               | 2003 WA140               | 21 novembre 2003 | LINEAR                  |
| 116127 -               | 2003 WL140               | 21 novembre 2003 | LINEAR                  |
| 116128 -               | 2003 WN140               | 21 novembre 2003 | LINEAR                  |
| 116129 -               | 2003 WO140               | 21 novembre 2003 | LINEAR                  |
| 116130 -               | 2003 WB141               | 21 novembre 2003 | LINEAR                  |
| 116131 -               | 2003 WS141               | 21 novembre 2003 | LINEAR                  |
| 116132 -               | 2003 WA142               | 21 novembre 2003 | LINEAR                  |
| 116133 -               | 2003 WO142               | 21 novembre 2003 | LINEAR                  |
| 116134 -               | 2003 WZ142               | 23 novembre 2003 | LINEAR                  |
| 116135 -               | 2003 WC144               | 21 novembre 2003 | LINEAR                  |
| 116136 -               | 2003 WH144               | 21 novembre 2003 | LINEAR                  |
| 116137 -               | 2003 WC145               | 21 novembre 2003 | LINEAR                  |
| 116138 -               | 2003 WK145               | 21 novembre 2003 | LINEAR                  |
| 116139 -               | 2003 WA146               | 21 novembre 2003 | LINEAR                  |
| 116140 -               | 2003 WP146               | 23 novembre 2003 | CSS                     |
| 116141 -               | 2003 WA149               | 24 novembre 2003 | LINEAR                  |
| 116142 -               | 2003 WA150               | 24 novembre 2003 | LONEOS                  |
| 116143 -               | 2003 WO152               | 25 novembre 2003 | J. V. McClusky          |
| 116144 -               | 2003 WM153               | 26 novembre 2003 | LONEOS                  |
| 116145 -               | 2003 WA156               | 29 novembre 2003 | Spacewatch              |
| 116146 -               | 2003 WJ156               | 29 novembre 2003 | LINEAR                  |
| 116147 -               | 2003 WM157               | 18 novembre 2003 | Spacewatch              |
| 116148 -               | 2003 WN157               | 19 novembre 2003 | LONEOS                  |
| 116149 -               | 2003 WU158               | 29 novembre 2003 | Needville               |
| 116150 -               | 2003 WD163               | 30 novembre 2003 | LINEAR                  |
| 116151 -               | 2003 WR164               | 30 novembre 2003 | Spacewatch              |
| 116152 -               | 2003 WX165               | 30 novembre 2003 | Spacewatch              |
| 116153 -               | 2003 WO166               | 18 novembre 2003 | LONEOS                  |
| 116154 -               | 2003 WA168               | 19 novembre 2003 | NEAT                    |
| 116155 -               | 2003 WW168               | 19 novembre 2003 | NEAT                    |
| 116156 -               | 2003 WS170               | 21 novembre 2003 | CSS                     |
| 116157 -               | 2003 WC171               | 21 novembre 2003 | NEAT                    |
| 116158 -               | 2003 WU171               | 29 novembre 2003 | LINEAR                  |
| 116159 -               | 2003 WZ171               | 29 novembre 2003 | LINEAR                  |
| 116160 -               | 2003 WK176               | 19 novembre 2003 | LINEAR                  |
| 116161 -               | 2003 WS176               | 19 novembre 2003 | Spacewatch              |
| 116162 Sidneygutierrez | 2003 WL181               | 20 novembre 2003 | M. W. Buie              |
| 116163 -               | 2003 WW181               | 21 novembre 2003 | LINEAR                  |
| 116164 -               | 2003 WD190               | 24 novembre 2003 | LINEAR                  |
| 116165 -               | 2003 WU190               | 20 novembre 2003 | NEAT                    |
| 116166 Andrémaeder     | 2003 XJ                  | 3 dicembre 2003  | R. Gauderon, R. Behrend |
| 116167 -               | 2003 XG1                 | 1 dicembre 2003  | LINEAR                  |
| 116168 -               | 2003 XR1                 | 1 dicembre 2003  | Spacewatch              |
| 116169 -               | 2003 XL2                 | 1 dicembre 2003  | LINEAR                  |
| 116170 -               | 2003 XW2                 | 1 dicembre 2003  | LINEAR                  |
| 116171 -               | 2003 XX2                 | 1 dicembre 2003  | LINEAR                  |
| 116172 -               | 2003 XE3                 | 1 dicembre 2003  | LINEAR                  |
| 116173 -               | 2003 XF3                 | 1 dicembre 2003  | LINEAR                  |
| 116174 -               | 2003 XR3                 | 1 dicembre 2003  | LINEAR                  |
| 116175 -               | 2003 XZ3                 | 1 dicembre 2003  | LINEAR                  |
| 116176 -               | 2003 XC4                 | 1 dicembre 2003  | LINEAR                  |
| 116177 -               | 2003 XN4                 | 1 dicembre 2003  | LINEAR                  |
| 116178 -               | 2003 XP4                 | 1 dicembre 2003  | LINEAR                  |
| 116179 -               | 2003 XU4                 | 1 dicembre 2003  | LINEAR                  |
| 116180 -               | 2003 XW4                 | 1 dicembre 2003  | Spacewatch              |
| 116181 -               | 2003 XB5                 | 1 dicembre 2003  | CSS                     |
| 116182 -               | 2003 XQ5                 | 3 dicembre 2003  | LONEOS                  |
| 116183 -               | 2003 XD6                 | 3 dicembre 2003  | LINEAR                  |
| 116184 -               | 2003 XH6                 | 3 dicembre 2003  | LINEAR                  |
| 116185 -               | 2003 XK6                 | 3 dicembre 2003  | LINEAR                  |
| 116186 -               | 2003 XZ7                 | 3 dicembre 2003  | LINEAR                  |
| 116187 -               | 2003 XG8                 | 4 dicembre 2003  | LINEAR                  |
| 116188 -               | 2003 XE9                 | 4 dicembre 2003  | LINEAR                  |
| 116189 -               | 2003 XL9                 | 4 dicembre 2003  | LINEAR                  |
| 116190 -               | 2003 XS9                 | 4 dicembre 2003  | LINEAR                  |
| 116191 -               | 2003 XG10                | 4 dicembre 2003  | LINEAR                  |
| 116192 -               | 2003 XS10                | 10 dicembre 2003 | Tenagra II              |
| 116193 -               | 2003 XK11                | 12 dicembre 2003 | NEAT                    |
| 116194 -               | 2003 XV11                | 13 dicembre 2003 | LINEAR                  |
| 116195 -               | 2003 XY11                | 13 dicembre 2003 | LINEAR                  |
| 116196 -               | 2003 XD13                | 14 dicembre 2003 | Spacewatch              |
| 116197 -               | 2003 XC14                | 15 dicembre 2003 | LINEAR                  |
| 116198 -               | 2003 XJ14                | 15 dicembre 2003 | LINEAR                  |
| 116199 -               | 2003 XN14                | 1 dicembre 2003  | LINEAR                  |
| 116200 -               | 2003 XY14                | 15 dicembre 2003 | LINEAR                  |

## 116201-116300
| Nome     | Designazione provvisoria | Data di scoperta | Scopritore |
| -------- | ------------------------ | ---------------- | ---------- |
| 116201 - | 2003 XS15                | 3 dicembre 2003  | LONEOS     |
| 116202 - | 2003 XE19                | 14 dicembre 2003 | NEAT       |
| 116203 - | 2003 XQ20                | 14 dicembre 2003 | NEAT       |
| 116204 - | 2003 XD22                | 12 dicembre 2003 | NEAT       |
| 116205 - | 2003 XR22                | 5 dicembre 2003  | CSS        |
| 116206 - | 2003 XZ32                | 1 dicembre 2003  | Spacewatch |
| 116207 - | 2003 XS34                | 3 dicembre 2003  | LINEAR     |
| 116208 - | 2003 XY34                | 3 dicembre 2003  | LINEAR     |
| 116209 - | 2003 XC35                | 3 dicembre 2003  | LINEAR     |
| 116210 - | 2003 XT35                | 3 dicembre 2003  | LINEAR     |
| 116211 - | 2003 XA36                | 3 dicembre 2003  | LINEAR     |
| 116212 - | 2003 XP36                | 3 dicembre 2003  | LINEAR     |
| 116213 - | 2003 XS36                | 3 dicembre 2003  | LINEAR     |
| 116214 - | 2003 XA37                | 3 dicembre 2003  | LINEAR     |
| 116215 - | 2003 XW39                | 13 dicembre 2003 | NEAT       |
| 116216 - | 2003 XA41                | 14 dicembre 2003 | Spacewatch |
| 116217 - | 2003 XK41                | 14 dicembre 2003 | Spacewatch |
| 116218 - | 2003 XQ42                | 15 dicembre 2003 | LINEAR     |
| 116219 - | 2003 YH                  | 16 dicembre 2003 | LINEAR     |
| 116220 - | 2003 YO2                 | 17 dicembre 2003 | Spacewatch |
| 116221 - | 2003 YU3                 | 19 dicembre 2003 | LINEAR     |
| 116222 - | 2003 YW3                 | 16 dicembre 2003 | CSS        |
| 116223 - | 2003 YD4                 | 16 dicembre 2003 | CSS        |
| 116224 - | 2003 YN4                 | 16 dicembre 2003 | Spacewatch |
| 116225 - | 2003 YS4                 | 16 dicembre 2003 | Spacewatch |
| 116226 - | 2003 YU4                 | 16 dicembre 2003 | Spacewatch |
| 116227 - | 2003 YX4                 | 16 dicembre 2003 | CSS        |
| 116228 - | 2003 YZ4                 | 16 dicembre 2003 | CSS        |
| 116229 - | 2003 YF5                 | 16 dicembre 2003 | Spacewatch |
| 116230 - | 2003 YH5                 | 16 dicembre 2003 | CSS        |
| 116231 - | 2003 YO5                 | 16 dicembre 2003 | CSS        |
| 116232 - | 2003 YW5                 | 16 dicembre 2003 | Spacewatch |
| 116233 - | 2003 YY5                 | 16 dicembre 2003 | LONEOS     |
| 116234 - | 2003 YT6                 | 17 dicembre 2003 | LONEOS     |
| 116235 - | 2003 YW8                 | 19 dicembre 2003 | LINEAR     |
| 116236 - | 2003 YH11                | 17 dicembre 2003 | LINEAR     |
| 116237 - | 2003 YF12                | 17 dicembre 2003 | LINEAR     |
| 116238 - | 2003 YJ12                | 17 dicembre 2003 | LINEAR     |
| 116239 - | 2003 YR12                | 17 dicembre 2003 | LONEOS     |
| 116240 - | 2003 YQ13                | 17 dicembre 2003 | CSS        |
| 116241 - | 2003 YE14                | 17 dicembre 2003 | LINEAR     |
| 116242 - | 2003 YY14                | 17 dicembre 2003 | LINEAR     |
| 116243 - | 2003 YF15                | 17 dicembre 2003 | LINEAR     |
| 116244 - | 2003 YZ15                | 17 dicembre 2003 | LONEOS     |
| 116245 - | 2003 YC16                | 17 dicembre 2003 | LONEOS     |
| 116246 - | 2003 YK16                | 17 dicembre 2003 | LONEOS     |
| 116247 - | 2003 YJ18                | 17 dicembre 2003 | Spacewatch |
| 116248 - | 2003 YN20                | 17 dicembre 2003 | Spacewatch |
| 116249 - | 2003 YS21                | 17 dicembre 2003 | Spacewatch |
| 116250 - | 2003 YK22                | 18 dicembre 2003 | LINEAR     |
| 116251 - | 2003 YV23                | 17 dicembre 2003 | LINEAR     |
| 116252 - | 2003 YW23                | 17 dicembre 2003 | Spacewatch |
| 116253 - | 2003 YV25                | 18 dicembre 2003 | LINEAR     |
| 116254 - | 2003 YR26                | 18 dicembre 2003 | Spacewatch |
| 116255 - | 2003 YA27                | 16 dicembre 2003 | LONEOS     |
| 116256 - | 2003 YF27                | 16 dicembre 2003 | Črni Vrh   |
| 116257 - | 2003 YY27                | 17 dicembre 2003 | NEAT       |
| 116258 - | 2003 YY29                | 17 dicembre 2003 | NEAT       |
| 116259 - | 2003 YB30                | 18 dicembre 2003 | Spacewatch |
| 116260 - | 2003 YZ31                | 18 dicembre 2003 | Spacewatch |
| 116261 - | 2003 YF32                | 18 dicembre 2003 | LINEAR     |
| 116262 - | 2003 YJ32                | 18 dicembre 2003 | LINEAR     |
| 116263 - | 2003 YR32                | 22 dicembre 2003 | NEAT       |
| 116264 - | 2003 YY32                | 16 dicembre 2003 | Spacewatch |
| 116265 - | 2003 YB33                | 16 dicembre 2003 | CSS        |
| 116266 - | 2003 YF33                | 16 dicembre 2003 | Spacewatch |
| 116267 - | 2003 YX33                | 17 dicembre 2003 | LONEOS     |
| 116268 - | 2003 YU34                | 18 dicembre 2003 | LINEAR     |
| 116269 - | 2003 YB35                | 18 dicembre 2003 | NEAT       |
| 116270 - | 2003 YJ35                | 19 dicembre 2003 | LINEAR     |
| 116271 - | 2003 YQ35                | 19 dicembre 2003 | LINEAR     |
| 116272 - | 2003 YA41                | 19 dicembre 2003 | Spacewatch |
| 116273 - | 2003 YX41                | 19 dicembre 2003 | Spacewatch |
| 116274 - | 2003 YX42                | 19 dicembre 2003 | Spacewatch |
| 116275 - | 2003 YH43                | 19 dicembre 2003 | LINEAR     |
| 116276 - | 2003 YE44                | 19 dicembre 2003 | Spacewatch |
| 116277 - | 2003 YS45                | 17 dicembre 2003 | LONEOS     |
| 116278 - | 2003 YY45                | 17 dicembre 2003 | LINEAR     |
| 116279 - | 2003 YG46                | 17 dicembre 2003 | NEAT       |
| 116280 - | 2003 YH47                | 17 dicembre 2003 | Spacewatch |
| 116281 - | 2003 YR47                | 18 dicembre 2003 | LINEAR     |
| 116282 - | 2003 YU50                | 18 dicembre 2003 | LINEAR     |
| 116283 - | 2003 YS51                | 18 dicembre 2003 | LINEAR     |
| 116284 - | 2003 YC52                | 18 dicembre 2003 | LINEAR     |
| 116285 - | 2003 YG52                | 18 dicembre 2003 | LINEAR     |
| 116286 - | 2003 YB53                | 19 dicembre 2003 | LINEAR     |
| 116287 - | 2003 YF54                | 19 dicembre 2003 | Spacewatch |
| 116288 - | 2003 YV54                | 19 dicembre 2003 | LINEAR     |
| 116289 - | 2003 YO55                | 19 dicembre 2003 | LINEAR     |
| 116290 - | 2003 YO56                | 19 dicembre 2003 | LINEAR     |
| 116291 - | 2003 YD57                | 19 dicembre 2003 | LINEAR     |
| 116292 - | 2003 YO57                | 19 dicembre 2003 | LINEAR     |
| 116293 - | 2003 YU57                | 19 dicembre 2003 | LINEAR     |
| 116294 - | 2003 YE58                | 19 dicembre 2003 | LINEAR     |
| 116295 - | 2003 YL58                | 19 dicembre 2003 | LINEAR     |
| 116296 - | 2003 YT58                | 19 dicembre 2003 | LINEAR     |
| 116297 - | 2003 YR59                | 19 dicembre 2003 | Spacewatch |
| 116298 - | 2003 YY59                | 19 dicembre 2003 | Spacewatch |
| 116299 - | 2003 YJ60                | 19 dicembre 2003 | Spacewatch |
| 116300 - | 2003 YW60                | 19 dicembre 2003 | LINEAR     |

## 116301-116400
| Nome     | Designazione provvisoria | Data di scoperta | Scopritore |
| -------- | ------------------------ | ---------------- | ---------- |
| 116301 - | 2003 YZ60                | 19 dicembre 2003 | LINEAR     |
| 116302 - | 2003 YH61                | 19 dicembre 2003 | LINEAR     |
| 116303 - | 2003 YK61                | 19 dicembre 2003 | LINEAR     |
| 116304 - | 2003 YV61                | 19 dicembre 2003 | LINEAR     |
| 116305 - | 2003 YL62                | 19 dicembre 2003 | LINEAR     |
| 116306 - | 2003 YQ62                | 19 dicembre 2003 | LINEAR     |
| 116307 - | 2003 YX62                | 19 dicembre 2003 | LINEAR     |
| 116308 - | 2003 YR63                | 19 dicembre 2003 | LINEAR     |
| 116309 - | 2003 YF64                | 19 dicembre 2003 | LINEAR     |
| 116310 - | 2003 YA65                | 19 dicembre 2003 | LINEAR     |
| 116311 - | 2003 YQ65                | 19 dicembre 2003 | LINEAR     |
| 116312 - | 2003 YS65                | 19 dicembre 2003 | LINEAR     |
| 116313 - | 2003 YT65                | 19 dicembre 2003 | NEAT       |
| 116314 - | 2003 YA66                | 20 dicembre 2003 | LINEAR     |
| 116315 - | 2003 YE66                | 20 dicembre 2003 | LINEAR     |
| 116316 - | 2003 YJ68                | 19 dicembre 2003 | LINEAR     |
| 116317 - | 2003 YZ68                | 20 dicembre 2003 | LINEAR     |
| 116318 - | 2003 YB69                | 20 dicembre 2003 | LINEAR     |
| 116319 - | 2003 YF69                | 20 dicembre 2003 | LINEAR     |
| 116320 - | 2003 YW69                | 21 dicembre 2003 | LINEAR     |
| 116321 - | 2003 YB70                | 21 dicembre 2003 | LINEAR     |
| 116322 - | 2003 YJ72                | 18 dicembre 2003 | LINEAR     |
| 116323 - | 2003 YP72                | 18 dicembre 2003 | LINEAR     |
| 116324 - | 2003 YT72                | 18 dicembre 2003 | LINEAR     |
| 116325 - | 2003 YV72                | 18 dicembre 2003 | LINEAR     |
| 116326 - | 2003 YH73                | 18 dicembre 2003 | LINEAR     |
| 116327 - | 2003 YJ73                | 18 dicembre 2003 | LINEAR     |
| 116328 - | 2003 YL73                | 18 dicembre 2003 | LINEAR     |
| 116329 - | 2003 YZ73                | 18 dicembre 2003 | LINEAR     |
| 116330 - | 2003 YN74                | 18 dicembre 2003 | LINEAR     |
| 116331 - | 2003 YS74                | 18 dicembre 2003 | LINEAR     |
| 116332 - | 2003 YC75                | 18 dicembre 2003 | LINEAR     |
| 116333 - | 2003 YC76                | 18 dicembre 2003 | LINEAR     |
| 116334 - | 2003 YP76                | 18 dicembre 2003 | LINEAR     |
| 116335 - | 2003 YA77                | 18 dicembre 2003 | LINEAR     |
| 116336 - | 2003 YB77                | 18 dicembre 2003 | LINEAR     |
| 116337 - | 2003 YF77                | 18 dicembre 2003 | LINEAR     |
| 116338 - | 2003 YH78                | 18 dicembre 2003 | LINEAR     |
| 116339 - | 2003 YZ78                | 18 dicembre 2003 | LINEAR     |
| 116340 - | 2003 YC81                | 18 dicembre 2003 | LINEAR     |
| 116341 - | 2003 YF81                | 18 dicembre 2003 | LINEAR     |
| 116342 - | 2003 YH81                | 18 dicembre 2003 | LINEAR     |
| 116343 - | 2003 YY83                | 19 dicembre 2003 | LINEAR     |
| 116344 - | 2003 YB84                | 19 dicembre 2003 | LINEAR     |
| 116345 - | 2003 YJ84                | 19 dicembre 2003 | LINEAR     |
| 116346 - | 2003 YP84                | 19 dicembre 2003 | LINEAR     |
| 116347 - | 2003 YQ86                | 19 dicembre 2003 | LINEAR     |
| 116348 - | 2003 YF89                | 19 dicembre 2003 | LINEAR     |
| 116349 - | 2003 YM89                | 19 dicembre 2003 | LINEAR     |
| 116350 - | 2003 YU89                | 19 dicembre 2003 | Spacewatch |
| 116351 - | 2003 YW89                | 19 dicembre 2003 | Spacewatch |
| 116352 - | 2003 YZ90                | 20 dicembre 2003 | LINEAR     |
| 116353 - | 2003 YC91                | 20 dicembre 2003 | LINEAR     |
| 116354 - | 2003 YL91                | 20 dicembre 2003 | LINEAR     |
| 116355 - | 2003 YT91                | 20 dicembre 2003 | NEAT       |
| 116356 - | 2003 YV91                | 21 dicembre 2003 | CSS        |
| 116357 - | 2003 YH92                | 21 dicembre 2003 | CSS        |
| 116358 - | 2003 YB94                | 21 dicembre 2003 | Spacewatch |
| 116359 - | 2003 YX94                | 19 dicembre 2003 | LINEAR     |
| 116360 - | 2003 YN95                | 19 dicembre 2003 | LINEAR     |
| 116361 - | 2003 YZ95                | 19 dicembre 2003 | LINEAR     |
| 116362 - | 2003 YZ96                | 19 dicembre 2003 | LINEAR     |
| 116363 - | 2003 YN100               | 19 dicembre 2003 | LINEAR     |
| 116364 - | 2003 YQ101               | 19 dicembre 2003 | LINEAR     |
| 116365 - | 2003 YU101               | 19 dicembre 2003 | LINEAR     |
| 116366 - | 2003 YG102               | 19 dicembre 2003 | LINEAR     |
| 116367 - | 2003 YZ102               | 19 dicembre 2003 | LINEAR     |
| 116368 - | 2003 YS104               | 21 dicembre 2003 | LINEAR     |
| 116369 - | 2003 YS106               | 22 dicembre 2003 | LINEAR     |
| 116370 - | 2003 YY106               | 22 dicembre 2003 | LINEAR     |
| 116371 - | 2003 YG107               | 22 dicembre 2003 | Spacewatch |
| 116372 - | 2003 YJ108               | 21 dicembre 2003 | CSS        |
| 116373 - | 2003 YK108               | 21 dicembre 2003 | CSS        |
| 116374 - | 2003 YA110               | 23 dicembre 2003 | LINEAR     |
| 116375 - | 2003 YU111               | 23 dicembre 2003 | LINEAR     |
| 116376 - | 2003 YF113               | 23 dicembre 2003 | LINEAR     |
| 116377 - | 2003 YL113               | 23 dicembre 2003 | LINEAR     |
| 116378 - | 2003 YJ114               | 25 dicembre 2003 | Spacewatch |
| 116379 - | 2003 YB115               | 27 dicembre 2003 | Spacewatch |
| 116380 - | 2003 YU116               | 27 dicembre 2003 | LINEAR     |
| 116381 - | 2003 YV116               | 27 dicembre 2003 | LINEAR     |
| 116382 - | 2003 YF121               | 27 dicembre 2003 | LINEAR     |
| 116383 - | 2003 YG123               | 27 dicembre 2003 | LINEAR     |
| 116384 - | 2003 YQ123               | 28 dicembre 2003 | Spacewatch |
| 116385 - | 2003 YE124               | 28 dicembre 2003 | LINEAR     |
| 116386 - | 2003 YZ125               | 27 dicembre 2003 | Spacewatch |
| 116387 - | 2003 YM126               | 27 dicembre 2003 | LINEAR     |
| 116388 - | 2003 YQ126               | 27 dicembre 2003 | LINEAR     |
| 116389 - | 2003 YO127               | 27 dicembre 2003 | LINEAR     |
| 116390 - | 2003 YU127               | 27 dicembre 2003 | LINEAR     |
| 116391 - | 2003 YF128               | 27 dicembre 2003 | LINEAR     |
| 116392 - | 2003 YZ128               | 27 dicembre 2003 | LINEAR     |
| 116393 - | 2003 YF129               | 27 dicembre 2003 | LINEAR     |
| 116394 - | 2003 YR129               | 27 dicembre 2003 | LINEAR     |
| 116395 - | 2003 YC130               | 27 dicembre 2003 | LINEAR     |
| 116396 - | 2003 YJ132               | 28 dicembre 2003 | LINEAR     |
| 116397 - | 2003 YS132               | 28 dicembre 2003 | LINEAR     |
| 116398 - | 2003 YX132               | 28 dicembre 2003 | LINEAR     |
| 116399 - | 2003 YV133               | 28 dicembre 2003 | LINEAR     |
| 116400 - | 2003 YY133               | 28 dicembre 2003 | LINEAR     |

## 116401-116500
| Nome            | Designazione provvisoria | Data di scoperta | Scopritore  |
| --------------- | ------------------------ | ---------------- | ----------- |
| 116401 -        | 2003 YA135               | 28 dicembre 2003 | LINEAR      |
| 116402 -        | 2003 YJ135               | 28 dicembre 2003 | LINEAR      |
| 116403 -        | 2003 YR135               | 28 dicembre 2003 | LINEAR      |
| 116404 -        | 2003 YU135               | 28 dicembre 2003 | Spacewatch  |
| 116405 -        | 2003 YX135               | 28 dicembre 2003 | Spacewatch  |
| 116406 -        | 2003 YP136               | 18 dicembre 2003 | NEAT        |
| 116407 -        | 2003 YU136               | 25 dicembre 2003 | LINEAR      |
| 116408 -        | 2003 YX137               | 27 dicembre 2003 | LINEAR      |
| 116409 -        | 2003 YE138               | 27 dicembre 2003 | LINEAR      |
| 116410 -        | 2003 YQ138               | 27 dicembre 2003 | LINEAR      |
| 116411 -        | 2003 YB139               | 27 dicembre 2003 | NEAT        |
| 116412 -        | 2003 YC139               | 27 dicembre 2003 | Spacewatch  |
| 116413 -        | 2003 YM139               | 28 dicembre 2003 | LINEAR      |
| 116414 -        | 2003 YF141               | 28 dicembre 2003 | LINEAR      |
| 116415 -        | 2003 YX141               | 28 dicembre 2003 | LINEAR      |
| 116416 -        | 2003 YM142               | 28 dicembre 2003 | LINEAR      |
| 116417 -        | 2003 YO143               | 28 dicembre 2003 | LINEAR      |
| 116418 -        | 2003 YW143               | 28 dicembre 2003 | LINEAR      |
| 116419 -        | 2003 YT144               | 28 dicembre 2003 | LINEAR      |
| 116420 -        | 2003 YW146               | 28 dicembre 2003 | LINEAR      |
| 116421 -        | 2003 YF149               | 29 dicembre 2003 | CSS         |
| 116422 -        | 2003 YJ149               | 29 dicembre 2003 | CSS         |
| 116423 -        | 2003 YD150               | 29 dicembre 2003 | LINEAR      |
| 116424 -        | 2003 YV150               | 29 dicembre 2003 | CSS         |
| 116425 -        | 2003 YX150               | 29 dicembre 2003 | CSS         |
| 116426 -        | 2003 YG151               | 29 dicembre 2003 | CSS         |
| 116427 -        | 2003 YH151               | 29 dicembre 2003 | CSS         |
| 116428 -        | 2003 YX151               | 29 dicembre 2003 | LINEAR      |
| 116429 -        | 2003 YB153               | 29 dicembre 2003 | CSS         |
| 116430 -        | 2003 YD153               | 29 dicembre 2003 | CSS         |
| 116431 -        | 2003 YF153               | 29 dicembre 2003 | Spacewatch  |
| 116432 -        | 2003 YM153               | 29 dicembre 2003 | LINEAR      |
| 116433 -        | 2003 YN153               | 29 dicembre 2003 | LINEAR      |
| 116434 -        | 2003 YK154               | 29 dicembre 2003 | LINEAR      |
| 116435 -        | 2003 YJ155               | 30 dicembre 2003 | LINEAR      |
| 116436 -        | 2003 YK158               | 17 dicembre 2003 | LINEAR      |
| 116437 -        | 2003 YT159               | 17 dicembre 2003 | LINEAR      |
| 116438 -        | 2003 YL160               | 17 dicembre 2003 | LINEAR      |
| 116439 -        | 2003 YN162               | 17 dicembre 2003 | LINEAR      |
| 116440 -        | 2003 YK163               | 17 dicembre 2003 | Spacewatch  |
| 116441 -        | 2003 YU166               | 17 dicembre 2003 | Spacewatch  |
| 116442 -        | 2003 YR167               | 18 dicembre 2003 | LINEAR      |
| 116443 -        | 2003 YU170               | 18 dicembre 2003 | LINEAR      |
| 116444 -        | 2003 YZ172               | 19 dicembre 2003 | LINEAR      |
| 116445 -        | 2003 YM175               | 19 dicembre 2003 | Spacewatch  |
| 116446 McDermid | 2004 AG                  | 5 gennaio 2004   | J. W. Young |
| 116447 -        | 2004 AJ                  | 11 gennaio 2004  | NEAT        |
| 116448 -        | 2004 AT                  | 12 gennaio 2004  | NEAT        |
| 116449 -        | 2004 AU                  | 12 gennaio 2004  | NEAT        |
| 116450 -        | 2004 AW                  | 12 gennaio 2004  | NEAT        |
| 116451 -        | 2004 AL1                 | 12 gennaio 2004  | NEAT        |
| 116452 -        | 2004 AN1                 | 12 gennaio 2004  | NEAT        |
| 116453 -        | 2004 AV1                 | 12 gennaio 2004  | NEAT        |
| 116454 -        | 2004 AM2                 | 13 gennaio 2004  | LONEOS      |
| 116455 -        | 2004 AT2                 | 13 gennaio 2004  | LONEOS      |
| 116456 -        | 2004 AH5                 | 13 gennaio 2004  | LONEOS      |
| 116457 -        | 2004 AL5                 | 13 gennaio 2004  | LONEOS      |
| 116458 -        | 2004 AX5                 | 13 gennaio 2004  | LONEOS      |
| 116459 -        | 2004 AA6                 | 13 gennaio 2004  | NEAT        |
| 116460 -        | 2004 AD7                 | 14 gennaio 2004  | NEAT        |
| 116461 -        | 2004 AL7                 | 13 gennaio 2004  | LONEOS      |
| 116462 -        | 2004 AG8                 | 13 gennaio 2004  | LONEOS      |
| 116463 -        | 2004 AX8                 | 14 gennaio 2004  | NEAT        |
| 116464 -        | 2004 AH9                 | 14 gennaio 2004  | NEAT        |
| 116465 -        | 2004 AN9                 | 14 gennaio 2004  | NEAT        |
| 116466 -        | 2004 AT9                 | 15 gennaio 2004  | Spacewatch  |
| 116467 -        | 2004 AK10                | 15 gennaio 2004  | Spacewatch  |
| 116468 -        | 2004 AA11                | 2 gennaio 2004   | LINEAR      |
| 116469 -        | 2004 AJ21                | 15 gennaio 2004  | Spacewatch  |
| 116470 -        | 2004 AJ24                | 15 gennaio 2004  | Spacewatch  |
| 116471 -        | 2004 AJ26                | 13 gennaio 2004  | NEAT        |
| 116472 -        | 2004 BE2                 | 16 gennaio 2004  | NEAT        |
| 116473 -        | 2004 BA3                 | 16 gennaio 2004  | NEAT        |
| 116474 -        | 2004 BP3                 | 16 gennaio 2004  | NEAT        |
| 116475 -        | 2004 BA4                 | 16 gennaio 2004  | NEAT        |
| 116476 -        | 2004 BE4                 | 16 gennaio 2004  | NEAT        |
| 116477 -        | 2004 BL5                 | 16 gennaio 2004  | Spacewatch  |
| 116478 -        | 2004 BT5                 | 16 gennaio 2004  | Spacewatch  |
| 116479 -        | 2004 BB6                 | 16 gennaio 2004  | Spacewatch  |
| 116480 -        | 2004 BS6                 | 17 gennaio 2004  | NEAT        |
| 116481 -        | 2004 BW6                 | 16 gennaio 2004  | LONEOS      |
| 116482 -        | 2004 BX6                 | 16 gennaio 2004  | CSS         |
| 116483 -        | 2004 BJ8                 | 17 gennaio 2004  | Spacewatch  |
| 116484 -        | 2004 BD10                | 16 gennaio 2004  | NEAT        |
| 116485 -        | 2004 BS10                | 17 gennaio 2004  | NEAT        |
| 116486 -        | 2004 BV11                | 16 gennaio 2004  | NEAT        |
| 116487 -        | 2004 BC12                | 16 gennaio 2004  | NEAT        |
| 116488 -        | 2004 BG12                | 16 gennaio 2004  | NEAT        |
| 116489 -        | 2004 BN12                | 17 gennaio 2004  | NEAT        |
| 116490 -        | 2004 BR12                | 17 gennaio 2004  | NEAT        |
| 116491 -        | 2004 BU12                | 17 gennaio 2004  | NEAT        |
| 116492 -        | 2004 BG13                | 17 gennaio 2004  | NEAT        |
| 116493 -        | 2004 BL13                | 17 gennaio 2004  | NEAT        |
| 116494 -        | 2004 BE15                | 16 gennaio 2004  | Spacewatch  |
| 116495 -        | 2004 BS15                | 17 gennaio 2004  | NEAT        |
| 116496 -        | 2004 BH16                | 18 gennaio 2004  | NEAT        |
| 116497 -        | 2004 BG17                | 17 gennaio 2004  | NEAT        |
| 116498 -        | 2004 BS19                | 17 gennaio 2004  | NEAT        |
| 116499 -        | 2004 BF21                | 17 gennaio 2004  | Spacewatch  |
| 116500 -        | 2004 BG22                | 17 gennaio 2004  | NEAT        |

## 116501-116600
| Nome     | Designazione provvisoria | Data di scoperta | Scopritore |
| -------- | ------------------------ | ---------------- | ---------- |
| 116501 - | 2004 BP22                | 17 gennaio 2004  | NEAT       |
| 116502 - | 2004 BV22                | 17 gennaio 2004  | Spacewatch |
| 116503 - | 2004 BN23                | 18 gennaio 2004  | NEAT       |
| 116504 - | 2004 BV23                | 19 gennaio 2004  | LONEOS     |
| 116505 - | 2004 BN25                | 19 gennaio 2004  | CSS        |
| 116506 - | 2004 BQ25                | 19 gennaio 2004  | LINEAR     |
| 116507 - | 2004 BL26                | 21 gennaio 2004  | LINEAR     |
| 116508 - | 2004 BO26                | 21 gennaio 2004  | LINEAR     |
| 116509 - | 2004 BH27                | 19 gennaio 2004  | NEAT       |
| 116510 - | 2004 BK30                | 18 gennaio 2004  | NEAT       |
| 116511 - | 2004 BW34                | 19 gennaio 2004  | Spacewatch |
| 116512 - | 2004 BN38                | 20 gennaio 2004  | LINEAR     |
| 116513 - | 2004 BM39                | 21 gennaio 2004  | LINEAR     |
| 116514 - | 2004 BS39                | 21 gennaio 2004  | LINEAR     |
| 116515 - | 2004 BF40                | 21 gennaio 2004  | LINEAR     |
| 116516 - | 2004 BA42                | 19 gennaio 2004  | CSS        |
| 116517 - | 2004 BG42                | 19 gennaio 2004  | CSS        |
| 116518 - | 2004 BS42                | 19 gennaio 2004  | CSS        |
| 116519 - | 2004 BF43                | 22 gennaio 2004  | LINEAR     |
| 116520 - | 2004 BC44                | 22 gennaio 2004  | LINEAR     |
| 116521 - | 2004 BG44                | 22 gennaio 2004  | LINEAR     |
| 116522 - | 2004 BV44                | 21 gennaio 2004  | LINEAR     |
| 116523 - | 2004 BH46                | 21 gennaio 2004  | LINEAR     |
| 116524 - | 2004 BP46                | 21 gennaio 2004  | LINEAR     |
| 116525 - | 2004 BG47                | 21 gennaio 2004  | LINEAR     |
| 116526 - | 2004 BS47                | 21 gennaio 2004  | LINEAR     |
| 116527 - | 2004 BJ51                | 21 gennaio 2004  | LINEAR     |
| 116528 - | 2004 BA52                | 21 gennaio 2004  | LINEAR     |
| 116529 - | 2004 BV52                | 21 gennaio 2004  | LINEAR     |
| 116530 - | 2004 BQ54                | 22 gennaio 2004  | LINEAR     |
| 116531 - | 2004 BA55                | 22 gennaio 2004  | LINEAR     |
| 116532 - | 2004 BM56                | 23 gennaio 2004  | LONEOS     |
| 116533 - | 2004 BY56                | 23 gennaio 2004  | LINEAR     |
| 116534 - | 2004 BU57                | 23 gennaio 2004  | LONEOS     |
| 116535 - | 2004 BE58                | 23 gennaio 2004  | LINEAR     |
| 116536 - | 2004 BF58                | 23 gennaio 2004  | LINEAR     |
| 116537 - | 2004 BC59                | 23 gennaio 2004  | LONEOS     |
| 116538 - | 2004 BM59                | 24 gennaio 2004  | LINEAR     |
| 116539 - | 2004 BU60                | 21 gennaio 2004  | LINEAR     |
| 116540 - | 2004 BH61                | 21 gennaio 2004  | LINEAR     |
| 116541 - | 2004 BQ62                | 22 gennaio 2004  | LINEAR     |
| 116542 - | 2004 BR68                | 27 gennaio 2004  | LINEAR     |
| 116543 - | 2004 BZ69                | 21 gennaio 2004  | LINEAR     |
| 116544 - | 2004 BK72                | 23 gennaio 2004  | LINEAR     |
| 116545 - | 2004 BE73                | 24 gennaio 2004  | LINEAR     |
| 116546 - | 2004 BW73                | 24 gennaio 2004  | LINEAR     |
| 116547 - | 2004 BK74                | 24 gennaio 2004  | LINEAR     |
| 116548 - | 2004 BN74                | 24 gennaio 2004  | LINEAR     |
| 116549 - | 2004 BR74                | 24 gennaio 2004  | LINEAR     |
| 116550 - | 2004 BT74                | 24 gennaio 2004  | LINEAR     |
| 116551 - | 2004 BF75                | 22 gennaio 2004  | LINEAR     |
| 116552 - | 2004 BH75                | 22 gennaio 2004  | LINEAR     |
| 116553 - | 2004 BZ75                | 23 gennaio 2004  | LINEAR     |
| 116554 - | 2004 BY76                | 27 gennaio 2004  | LONEOS     |
| 116555 - | 2004 BK78                | 22 gennaio 2004  | LINEAR     |
| 116556 - | 2004 BP79                | 22 gennaio 2004  | NEAT       |
| 116557 - | 2004 BC80                | 24 gennaio 2004  | LINEAR     |
| 116558 - | 2004 BH82                | 27 gennaio 2004  | LONEOS     |
| 116559 - | 2004 BT82                | 23 gennaio 2004  | LINEAR     |
| 116560 - | 2004 BU82                | 23 gennaio 2004  | LINEAR     |
| 116561 - | 2004 BV82                | 23 gennaio 2004  | LINEAR     |
| 116562 - | 2004 BH83                | 23 gennaio 2004  | LINEAR     |
| 116563 - | 2004 BO83                | 22 gennaio 2004  | LINEAR     |
| 116564 - | 2004 BA84                | 23 gennaio 2004  | LONEOS     |
| 116565 - | 2004 BN84                | 25 gennaio 2004  | NEAT       |
| 116566 - | 2004 BT84                | 27 gennaio 2004  | LONEOS     |
| 116567 - | 2004 BV84                | 27 gennaio 2004  | LINEAR     |
| 116568 - | 2004 BZ84                | 27 gennaio 2004  | LINEAR     |
| 116569 - | 2004 BD87                | 22 gennaio 2004  | LINEAR     |
| 116570 - | 2004 BS87                | 23 gennaio 2004  | LONEOS     |
| 116571 - | 2004 BW87                | 23 gennaio 2004  | LINEAR     |
| 116572 - | 2004 BD88                | 23 gennaio 2004  | LONEOS     |
| 116573 - | 2004 BZ88                | 23 gennaio 2004  | LINEAR     |
| 116574 - | 2004 BY90                | 24 gennaio 2004  | LINEAR     |
| 116575 - | 2004 BZ90                | 24 gennaio 2004  | LINEAR     |
| 116576 - | 2004 BA91                | 24 gennaio 2004  | LINEAR     |
| 116577 - | 2004 BN91                | 24 gennaio 2004  | LINEAR     |
| 116578 - | 2004 BB92                | 26 gennaio 2004  | LONEOS     |
| 116579 - | 2004 BD92                | 26 gennaio 2004  | LONEOS     |
| 116580 - | 2004 BX92                | 27 gennaio 2004  | LONEOS     |
| 116581 - | 2004 BZ92                | 27 gennaio 2004  | LONEOS     |
| 116582 - | 2004 BD93                | 27 gennaio 2004  | LONEOS     |
| 116583 - | 2004 BJ94                | 28 gennaio 2004  | LINEAR     |
| 116584 - | 2004 BZ94                | 28 gennaio 2004  | LINEAR     |
| 116585 - | 2004 BX95                | 27 gennaio 2004  | CSS        |
| 116586 - | 2004 BK97                | 26 gennaio 2004  | LONEOS     |
| 116587 - | 2004 BO97                | 26 gennaio 2004  | LONEOS     |
| 116588 - | 2004 BJ98                | 27 gennaio 2004  | Spacewatch |
| 116589 - | 2004 BV98                | 27 gennaio 2004  | Spacewatch |
| 116590 - | 2004 BK100               | 28 gennaio 2004  | LINEAR     |
| 116591 - | 2004 BT102               | 29 gennaio 2004  | LINEAR     |
| 116592 - | 2004 BF103               | 30 gennaio 2004  | CSS        |
| 116593 - | 2004 BA104               | 23 gennaio 2004  | LINEAR     |
| 116594 - | 2004 BF104               | 23 gennaio 2004  | LINEAR     |
| 116595 - | 2004 BL104               | 23 gennaio 2004  | LINEAR     |
| 116596 - | 2004 BV104               | 24 gennaio 2004  | LINEAR     |
| 116597 - | 2004 BL105               | 24 gennaio 2004  | LINEAR     |
| 116598 - | 2004 BN105               | 24 gennaio 2004  | LINEAR     |
| 116599 - | 2004 BG106               | 26 gennaio 2004  | LONEOS     |
| 116600 - | 2004 BH106               | 26 gennaio 2004  | LONEOS     |

## 116601-116700
| Nome     | Designazione provvisoria | Data di scoperta | Scopritore     |
| -------- | ------------------------ | ---------------- | -------------- |
| 116601 - | 2004 BP106               | 26 gennaio 2004  | LONEOS         |
| 116602 - | 2004 BS107               | 28 gennaio 2004  | CSS            |
| 116603 - | 2004 BJ108               | 28 gennaio 2004  | CSS            |
| 116604 - | 2004 BQ108               | 28 gennaio 2004  | CSS            |
| 116605 - | 2004 BJ109               | 28 gennaio 2004  | CSS            |
| 116606 - | 2004 BB110               | 28 gennaio 2004  | CSS            |
| 116607 - | 2004 BT110               | 28 gennaio 2004  | CSS            |
| 116608 - | 2004 BA111               | 29 gennaio 2004  | LINEAR         |
| 116609 - | 2004 BO111               | 29 gennaio 2004  | CSS            |
| 116610 - | 2004 BO113               | 28 gennaio 2004  | LINEAR         |
| 116611 - | 2004 BZ113               | 29 gennaio 2004  | LINEAR         |
| 116612 - | 2004 BE114               | 29 gennaio 2004  | LINEAR         |
| 116613 - | 2004 BR114               | 29 gennaio 2004  | LONEOS         |
| 116614 - | 2004 BT114               | 29 gennaio 2004  | LONEOS         |
| 116615 - | 2004 BA115               | 30 gennaio 2004  | CSS            |
| 116616 - | 2004 BH115               | 30 gennaio 2004  | CSS            |
| 116617 - | 2004 BJ115               | 30 gennaio 2004  | CSS            |
| 116618 - | 2004 BU116               | 27 gennaio 2004  | CSS            |
| 116619 - | 2004 BY117               | 29 gennaio 2004  | LINEAR         |
| 116620 - | 2004 BC118               | 29 gennaio 2004  | LINEAR         |
| 116621 - | 2004 BG118               | 29 gennaio 2004  | LINEAR         |
| 116622 - | 2004 BM118               | 29 gennaio 2004  | CSS            |
| 116623 - | 2004 BN118               | 29 gennaio 2004  | CSS            |
| 116624 - | 2004 BR118               | 30 gennaio 2004  | LONEOS         |
| 116625 - | 2004 BT118               | 30 gennaio 2004  | CSS            |
| 116626 - | 2004 BJ119               | 30 gennaio 2004  | LONEOS         |
| 116627 - | 2004 BB121               | 31 gennaio 2004  | LINEAR         |
| 116628 - | 2004 BB122               | 28 gennaio 2004  | LINEAR         |
| 116629 - | 2004 BD122               | 30 gennaio 2004  | CSS            |
| 116630 - | 2004 BD124               | 18 gennaio 2004  | NEAT           |
| 116631 - | 2004 BK124               | 16 gennaio 2004  | NEAT           |
| 116632 - | 2004 BQ141               | 19 gennaio 2004  | Spacewatch     |
| 116633 - | 2004 BV147               | 16 gennaio 2004  | NEAT           |
| 116634 - | 2004 BM150               | 17 gennaio 2004  | NEAT           |
| 116635 - | 2004 BT151               | 18 gennaio 2004  | NEAT           |
| 116636 - | 2004 BC152               | 19 gennaio 2004  | LONEOS         |
| 116637 - | 2004 BR155               | 28 gennaio 2004  | CSS            |
| 116638 - | 2004 CD                  | 2 febbraio 2004  | CSS            |
| 116639 - | 2004 CF                  | 2 febbraio 2004  | CSS            |
| 116640 - | 2004 CK1                 | 10 febbraio 2004 | LINEAR         |
| 116641 - | 2004 CL3                 | 10 febbraio 2004 | NEAT           |
| 116642 - | 2004 CU3                 | 10 febbraio 2004 | NEAT           |
| 116643 - | 2004 CB4                 | 10 febbraio 2004 | NEAT           |
| 116644 - | 2004 CV11                | 11 febbraio 2004 | NEAT           |
| 116645 - | 2004 CT12                | 11 febbraio 2004 | NEAT           |
| 116646 - | 2004 CN13                | 11 febbraio 2004 | LONEOS         |
| 116647 - | 2004 CY13                | 11 febbraio 2004 | LONEOS         |
| 116648 - | 2004 CA14                | 11 febbraio 2004 | LONEOS         |
| 116649 - | 2004 CY17                | 10 febbraio 2004 | CSS            |
| 116650 - | 2004 CL21                | 11 febbraio 2004 | LONEOS         |
| 116651 - | 2004 CL24                | 12 febbraio 2004 | Tenagra II     |
| 116652 - | 2004 CX24                | 12 febbraio 2004 | NEAT           |
| 116653 - | 2004 CJ29                | 12 febbraio 2004 | Spacewatch     |
| 116654 - | 2004 CV30                | 12 febbraio 2004 | Spacewatch     |
| 116655 - | 2004 CW33                | 12 febbraio 2004 | Spacewatch     |
| 116656 - | 2004 CY35                | 11 febbraio 2004 | NEAT           |
| 116657 - | 2004 CM36                | 12 febbraio 2004 | Spacewatch     |
| 116658 - | 2004 CR36                | 12 febbraio 2004 | NEAT           |
| 116659 - | 2004 CW36                | 12 febbraio 2004 | W. K. Y. Yeung |
| 116660 - | 2004 CV37                | 13 febbraio 2004 | W. K. Y. Yeung |
| 116661 - | 2004 CU38                | 10 febbraio 2004 | CSS            |
| 116662 - | 2004 CW39                | 12 febbraio 2004 | W. K. Y. Yeung |
| 116663 - | 2004 CJ40                | 11 febbraio 2004 | NEAT           |
| 116664 - | 2004 CL40                | 12 febbraio 2004 | Spacewatch     |
| 116665 - | 2004 CM40                | 12 febbraio 2004 | NEAT           |
| 116666 - | 2004 CQ40                | 12 febbraio 2004 | Spacewatch     |
| 116667 - | 2004 CN41                | 14 febbraio 2004 | NEAT           |
| 116668 - | 2004 CQ42                | 11 febbraio 2004 | Spacewatch     |
| 116669 - | 2004 CQ46                | 13 febbraio 2004 | Spacewatch     |
| 116670 - | 2004 CK49                | 15 febbraio 2004 | NEAT           |
| 116671 - | 2004 CQ53                | 11 febbraio 2004 | Spacewatch     |
| 116672 - | 2004 CZ56                | 10 febbraio 2004 | NEAT           |
| 116673 - | 2004 CP60                | 11 febbraio 2004 | NEAT           |
| 116674 - | 2004 CX61                | 11 febbraio 2004 | Spacewatch     |
| 116675 - | 2004 CH65                | 14 febbraio 2004 | Spacewatch     |
| 116676 - | 2004 CC66                | 15 febbraio 2004 | LINEAR         |
| 116677 - | 2004 CT67                | 10 febbraio 2004 | CSS            |
| 116678 - | 2004 CX67                | 10 febbraio 2004 | NEAT           |
| 116679 - | 2004 CH69                | 11 febbraio 2004 | Spacewatch     |
| 116680 - | 2004 CK69                | 11 febbraio 2004 | NEAT           |
| 116681 - | 2004 CF70                | 11 febbraio 2004 | NEAT           |
| 116682 - | 2004 CW70                | 12 febbraio 2004 | Spacewatch     |
| 116683 - | 2004 CY71                | 13 febbraio 2004 | NEAT           |
| 116684 - | 2004 CO72                | 13 febbraio 2004 | Spacewatch     |
| 116685 - | 2004 CG77                | 11 febbraio 2004 | NEAT           |
| 116686 - | 2004 CM77                | 11 febbraio 2004 | NEAT           |
| 116687 - | 2004 CE78                | 11 febbraio 2004 | LONEOS         |
| 116688 - | 2004 CC80                | 11 febbraio 2004 | NEAT           |
| 116689 - | 2004 CB83                | 12 febbraio 2004 | Spacewatch     |
| 116690 - | 2004 CM83                | 12 febbraio 2004 | Spacewatch     |
| 116691 - | 2004 CW83                | 12 febbraio 2004 | Spacewatch     |
| 116692 - | 2004 CZ84                | 13 febbraio 2004 | Spacewatch     |
| 116693 - | 2004 CD85                | 13 febbraio 2004 | Spacewatch     |
| 116694 - | 2004 CW85                | 14 febbraio 2004 | Spacewatch     |
| 116695 - | 2004 CQ91                | 13 febbraio 2004 | NEAT           |
| 116696 - | 2004 CH92                | 14 febbraio 2004 | LINEAR         |
| 116697 - | 2004 CO92                | 14 febbraio 2004 | NEAT           |
| 116698 - | 2004 CZ97                | 14 febbraio 2004 | LINEAR         |
| 116699 - | 2004 CP98                | 14 febbraio 2004 | CSS            |
| 116700 - | 2004 CW99                | 15 febbraio 2004 | CSS            |

## 116701-116800
| Nome     | Designazione provvisoria | Data di scoperta | Scopritore       |
| -------- | ------------------------ | ---------------- | ---------------- |
| 116701 - | 2004 CJ101               | 15 febbraio 2004 | CSS              |
| 116702 - | 2004 CM101               | 12 febbraio 2004 | NEAT             |
| 116703 - | 2004 CS101               | 12 febbraio 2004 | NEAT             |
| 116704 - | 2004 CZ101               | 12 febbraio 2004 | NEAT             |
| 116705 - | 2004 CO102               | 12 febbraio 2004 | NEAT             |
| 116706 - | 2004 CR102               | 12 febbraio 2004 | NEAT             |
| 116707 - | 2004 CD107               | 14 febbraio 2004 | NEAT             |
| 116708 - | 2004 CE113               | 13 febbraio 2004 | LONEOS           |
| 116709 - | 2004 CS113               | 13 febbraio 2004 | LONEOS           |
| 116710 - | 2004 CF114               | 13 febbraio 2004 | LONEOS           |
| 116711 - | 2004 DY3                 | 16 febbraio 2004 | LINEAR           |
| 116712 - | 2004 DX4                 | 16 febbraio 2004 | LINEAR           |
| 116713 - | 2004 DZ4                 | 16 febbraio 2004 | LINEAR           |
| 116714 - | 2004 DO6                 | 16 febbraio 2004 | Spacewatch       |
| 116715 - | 2004 DQ6                 | 16 febbraio 2004 | Spacewatch       |
| 116716 - | 2004 DM7                 | 17 febbraio 2004 | W. K. Y. Yeung   |
| 116717 - | 2004 DU8                 | 17 febbraio 2004 | Spacewatch       |
| 116718 - | 2004 DV8                 | 17 febbraio 2004 | Spacewatch       |
| 116719 - | 2004 DN10                | 18 febbraio 2004 | W. K. Y. Yeung   |
| 116720 - | 2004 DG11                | 16 febbraio 2004 | Spacewatch       |
| 116721 - | 2004 DT11                | 17 febbraio 2004 | Spacewatch       |
| 116722 - | 2004 DS12                | 16 febbraio 2004 | CSS              |
| 116723 - | 2004 DC13                | 16 febbraio 2004 | CSS              |
| 116724 - | 2004 DE13                | 16 febbraio 2004 | CSS              |
| 116725 - | 2004 DG13                | 16 febbraio 2004 | CSS              |
| 116726 - | 2004 DK14                | 16 febbraio 2004 | CSS              |
| 116727 - | 2004 DL16                | 17 febbraio 2004 | NEAT             |
| 116728 - | 2004 DZ20                | 17 febbraio 2004 | CSS              |
| 116729 - | 2004 DR22                | 18 febbraio 2004 | LINEAR           |
| 116730 - | 2004 DC23                | 18 febbraio 2004 | CSS              |
| 116731 - | 2004 DC24                | 19 febbraio 2004 | LINEAR           |
| 116732 - | 2004 DO24                | 19 febbraio 2004 | LINEAR           |
| 116733 - | 2004 DY25                | 16 febbraio 2004 | LINEAR           |
| 116734 - | 2004 DD34                | 18 febbraio 2004 | CSS              |
| 116735 - | 2004 DD37                | 19 febbraio 2004 | LINEAR           |
| 116736 - | 2004 DE37                | 19 febbraio 2004 | LINEAR           |
| 116737 - | 2004 DC38                | 19 febbraio 2004 | LINEAR           |
| 116738 - | 2004 DT41                | 19 febbraio 2004 | LINEAR           |
| 116739 - | 2004 DX41                | 19 febbraio 2004 | LINEAR           |
| 116740 - | 2004 DA45                | 19 febbraio 2004 | LINEAR           |
| 116741 - | 2004 DR45                | 26 febbraio 2004 | W. K. Y. Yeung   |
| 116742 - | 2004 DV47                | 19 febbraio 2004 | LINEAR           |
| 116743 - | 2004 DB48                | 19 febbraio 2004 | LINEAR           |
| 116744 - | 2004 DD48                | 19 febbraio 2004 | LINEAR           |
| 116745 - | 2004 DO48                | 19 febbraio 2004 | LINEAR           |
| 116746 - | 2004 DC49                | 19 febbraio 2004 | LINEAR           |
| 116747 - | 2004 DC51                | 23 febbraio 2004 | LINEAR           |
| 116748 - | 2004 DX51                | 23 febbraio 2004 | LINEAR           |
| 116749 - | 2004 DE52                | 25 febbraio 2004 | LINEAR           |
| 116750 - | 2004 DG52                | 25 febbraio 2004 | LINEAR           |
| 116751 - | 2004 DT52                | 25 febbraio 2004 | LINEAR           |
| 116752 - | 2004 DZ52                | 25 febbraio 2004 | LINEAR           |
| 116753 - | 2004 DD60                | 26 febbraio 2004 | LINEAR           |
| 116754 - | 2004 DT60                | 26 febbraio 2004 | LINEAR           |
| 116755 - | 2004 DG66                | 23 febbraio 2004 | LINEAR           |
| 116756 - | 2004 DV74                | 17 febbraio 2004 | Spacewatch       |
| 116757 - | 2004 EF1                 | 14 marzo 2004    | LINEAR           |
| 116758 - | 2004 EA3                 | 10 marzo 2004    | NEAT             |
| 116759 - | 2004 EH4                 | 11 marzo 2004    | NEAT             |
| 116760 - | 2004 EF5                 | 11 marzo 2004    | NEAT             |
| 116761 - | 2004 ED6                 | 12 marzo 2004    | NEAT             |
| 116762 - | 2004 ER7                 | 12 marzo 2004    | NEAT             |
| 116763 - | 2004 EW7                 | 13 marzo 2004    | NEAT             |
| 116764 - | 2004 EO8                 | 13 marzo 2004    | NEAT             |
| 116765 - | 2004 ES8                 | 13 marzo 2004    | NEAT             |
| 116766 - | 2004 EJ10                | 14 marzo 2004    | Spacewatch       |
| 116767 - | 2004 ET11                | 10 marzo 2004    | NEAT             |
| 116768 - | 2004 EE13                | 11 marzo 2004    | NEAT             |
| 116769 - | 2004 EN14                | 11 marzo 2004    | NEAT             |
| 116770 - | 2004 ED15                | 11 marzo 2004    | NEAT             |
| 116771 - | 2004 EN17                | 12 marzo 2004    | NEAT             |
| 116772 - | 2004 EP17                | 12 marzo 2004    | NEAT             |
| 116773 - | 2004 ED18                | 12 marzo 2004    | NEAT             |
| 116774 - | 2004 EV18                | 14 marzo 2004    | CSS              |
| 116775 - | 2004 EW21                | 15 marzo 2004    | W. K. Y. Yeung   |
| 116776 - | 2004 ED22                | 14 marzo 2004    | CSS              |
| 116777 - | 2004 EJ22                | 15 marzo 2004    | Goodricke-Pigott |
| 116778 - | 2004 EY25                | 13 marzo 2004    | NEAT             |
| 116779 - | 2004 EM29                | 15 marzo 2004    | Spacewatch       |
| 116780 - | 2004 EH31                | 13 marzo 2004    | NEAT             |
| 116781 - | 2004 EL31                | 14 marzo 2004    | NEAT             |
| 116782 - | 2004 EV31                | 14 marzo 2004    | NEAT             |
| 116783 - | 2004 EW31                | 14 marzo 2004    | NEAT             |
| 116784 - | 2004 EC34                | 12 marzo 2004    | NEAT             |
| 116785 - | 2004 EJ34                | 12 marzo 2004    | NEAT             |
| 116786 - | 2004 EN34                | 12 marzo 2004    | NEAT             |
| 116787 - | 2004 EX34                | 12 marzo 2004    | NEAT             |
| 116788 - | 2004 EJ35                | 12 marzo 2004    | NEAT             |
| 116789 - | 2004 EU38                | 14 marzo 2004    | Spacewatch       |
| 116790 - | 2004 EX38                | 14 marzo 2004    | CSS              |
| 116791 - | 2004 EZ40                | 15 marzo 2004    | Spacewatch       |
| 116792 - | 2004 ER42                | 15 marzo 2004    | CSS              |
| 116793 - | 2004 EJ43                | 15 marzo 2004    | Spacewatch       |
| 116794 - | 2004 EK43                | 15 marzo 2004    | LINEAR           |
| 116795 - | 2004 ER47                | 15 marzo 2004    | CSS              |
| 116796 - | 2004 EZ48                | 15 marzo 2004    | Spacewatch       |
| 116797 - | 2004 EC57                | 15 marzo 2004    | NEAT             |
| 116798 - | 2004 EN59                | 15 marzo 2004    | NEAT             |
| 116799 - | 2004 EQ59                | 15 marzo 2004    | NEAT             |
| 116800 - | 2004 ED60                | 15 marzo 2004    | NEAT             |

## 116801-116900
| Nome     | Designazione provvisoria | Data di scoperta | Scopritore |
| -------- | ------------------------ | ---------------- | ---------- |
| 116801 - | 2004 ES63                | 13 marzo 2004    | NEAT       |
| 116802 - | 2004 EJ66                | 14 marzo 2004    | LINEAR     |
| 116803 - | 2004 EJ68                | 15 marzo 2004    | LINEAR     |
| 116804 - | 2004 EJ70                | 15 marzo 2004    | Spacewatch |
| 116805 - | 2004 EP71                | 15 marzo 2004    | CSS        |
| 116806 - | 2004 EB73                | 15 marzo 2004    | CSS        |
| 116807 - | 2004 EC73                | 15 marzo 2004    | CSS        |
| 116808 - | 2004 ED73                | 15 marzo 2004    | CSS        |
| 116809 - | 2004 EV73                | 15 marzo 2004    | Spacewatch |
| 116810 - | 2004 EX76                | 15 marzo 2004    | CSS        |
| 116811 - | 2004 EP77                | 15 marzo 2004    | LINEAR     |
| 116812 - | 2004 EV77                | 15 marzo 2004    | LINEAR     |
| 116813 - | 2004 EA80                | 14 marzo 2004    | LINEAR     |
| 116814 - | 2004 EM80                | 14 marzo 2004    | LINEAR     |
| 116815 - | 2004 EQ80                | 14 marzo 2004    | LINEAR     |
| 116816 - | 2004 EY83                | 14 marzo 2004    | NEAT       |
| 116817 - | 2004 ER86                | 15 marzo 2004    | Spacewatch |
| 116818 - | 2004 ER94                | 15 marzo 2004    | LINEAR     |
| 116819 - | 2004 FM                  | 16 marzo 2004    | LINEAR     |
| 116820 - | 2004 FO                  | 16 marzo 2004    | CSS        |
| 116821 - | 2004 FF12                | 16 marzo 2004    | CSS        |
| 116822 - | 2004 FR12                | 16 marzo 2004    | CSS        |
| 116823 - | 2004 FY12                | 16 marzo 2004    | CSS        |
| 116824 - | 2004 FT14                | 16 marzo 2004    | CSS        |
| 116825 - | 2004 FG15                | 16 marzo 2004    | Spacewatch |
| 116826 - | 2004 FA16                | 26 marzo 2004    | LINEAR     |
| 116827 - | 2004 FT17                | 26 marzo 2004    | LINEAR     |
| 116828 - | 2004 FD21                | 16 marzo 2004    | LINEAR     |
| 116829 - | 2004 FV25                | 17 marzo 2004    | LINEAR     |
| 116830 - | 2004 FU26                | 17 marzo 2004    | LINEAR     |
| 116831 - | 2004 FA31                | 29 marzo 2004    | LINEAR     |
| 116832 - | 2004 FR32                | 16 marzo 2004    | Spacewatch |
| 116833 - | 2004 FB35                | 16 marzo 2004    | Spacewatch |
| 116834 - | 2004 FB36                | 16 marzo 2004    | LINEAR     |
| 116835 - | 2004 FL36                | 16 marzo 2004    | LINEAR     |
| 116836 - | 2004 FL38                | 17 marzo 2004    | LINEAR     |
| 116837 - | 2004 FZ38                | 17 marzo 2004    | LINEAR     |
| 116838 - | 2004 FA39                | 17 marzo 2004    | LINEAR     |
| 116839 - | 2004 FO39                | 17 marzo 2004    | LINEAR     |
| 116840 - | 2004 FP39                | 17 marzo 2004    | LINEAR     |
| 116841 - | 2004 FQ39                | 17 marzo 2004    | CSS        |
| 116842 - | 2004 FN42                | 18 marzo 2004    | Spacewatch |
| 116843 - | 2004 FH45                | 16 marzo 2004    | LINEAR     |
| 116844 - | 2004 FR48                | 18 marzo 2004    | LINEAR     |
| 116845 - | 2004 FY48                | 18 marzo 2004    | LINEAR     |
| 116846 - | 2004 FE49                | 18 marzo 2004    | LINEAR     |
| 116847 - | 2004 FN51                | 19 marzo 2004    | NEAT       |
| 116848 - | 2004 FE52                | 19 marzo 2004    | LINEAR     |
| 116849 - | 2004 FN55                | 19 marzo 2004    | LINEAR     |
| 116850 - | 2004 FS60                | 18 marzo 2004    | Spacewatch |
| 116851 - | 2004 FJ64                | 19 marzo 2004    | LINEAR     |
| 116852 - | 2004 FL65                | 19 marzo 2004    | LINEAR     |
| 116853 - | 2004 FN65                | 19 marzo 2004    | LINEAR     |
| 116854 - | 2004 FW65                | 19 marzo 2004    | LINEAR     |
| 116855 - | 2004 FW66                | 20 marzo 2004    | LINEAR     |
| 116856 - | 2004 FV76                | 18 marzo 2004    | LINEAR     |
| 116857 - | 2004 FC78                | 19 marzo 2004    | LINEAR     |
| 116858 - | 2004 FZ84                | 18 marzo 2004    | Spacewatch |
| 116859 - | 2004 FB90                | 20 marzo 2004    | LINEAR     |
| 116860 - | 2004 FM90                | 20 marzo 2004    | LINEAR     |
| 116861 - | 2004 FR90                | 20 marzo 2004    | SSS        |
| 116862 - | 2004 FZ91                | 23 marzo 2004    | LINEAR     |
| 116863 - | 2004 FK92                | 18 marzo 2004    | LINEAR     |
| 116864 - | 2004 FG93                | 20 marzo 2004    | LINEAR     |
| 116865 - | 2004 FE98                | 23 marzo 2004    | LINEAR     |
| 116866 - | 2004 FA99                | 20 marzo 2004    | LINEAR     |
| 116867 - | 2004 FF105               | 24 marzo 2004    | LONEOS     |
| 116868 - | 2004 FG105               | 24 marzo 2004    | SSS        |
| 116869 - | 2004 FJ105               | 24 marzo 2004    | SSS        |
| 116870 - | 2004 FR105               | 25 marzo 2004    | LINEAR     |
| 116871 - | 2004 FM107               | 20 marzo 2004    | LINEAR     |
| 116872 - | 2004 FJ108               | 23 marzo 2004    | Spacewatch |
| 116873 - | 2004 FP108               | 23 marzo 2004    | Spacewatch |
| 116874 - | 2004 FZ109               | 24 marzo 2004    | LONEOS     |
| 116875 - | 2004 FJ110               | 24 marzo 2004    | LONEOS     |
| 116876 - | 2004 FQ110               | 25 marzo 2004    | LONEOS     |
| 116877 - | 2004 FV111               | 26 marzo 2004    | LINEAR     |
| 116878 - | 2004 FX114               | 21 marzo 2004    | Spacewatch |
| 116879 - | 2004 FZ114               | 21 marzo 2004    | Spacewatch |
| 116880 - | 2004 FB116               | 23 marzo 2004    | LINEAR     |
| 116881 - | 2004 FT116               | 23 marzo 2004    | LINEAR     |
| 116882 - | 2004 FO118               | 22 marzo 2004    | LINEAR     |
| 116883 - | 2004 FW120               | 23 marzo 2004    | LINEAR     |
| 116884 - | 2004 FY121               | 24 marzo 2004    | LONEOS     |
| 116885 - | 2004 FH122               | 25 marzo 2004    | LONEOS     |
| 116886 - | 2004 FQ122               | 26 marzo 2004    | LINEAR     |
| 116887 - | 2004 FK123               | 26 marzo 2004    | Spacewatch |
| 116888 - | 2004 FW123               | 26 marzo 2004    | CSS        |
| 116889 - | 2004 FB126               | 27 marzo 2004    | LINEAR     |
| 116890 - | 2004 FT126               | 27 marzo 2004    | LINEAR     |
| 116891 - | 2004 FS128               | 27 marzo 2004    | CSS        |
| 116892 - | 2004 FF132               | 23 marzo 2004    | Spacewatch |
| 116893 - | 2004 FC137               | 28 marzo 2004    | LINEAR     |
| 116894 - | 2004 FA139               | 19 marzo 2004    | LINEAR     |
| 116895 - | 2004 FP139               | 25 marzo 2004    | LONEOS     |
| 116896 - | 2004 FQ139               | 25 marzo 2004    | LONEOS     |
| 116897 - | 2004 FB140               | 26 marzo 2004    | LONEOS     |
| 116898 - | 2004 FF140               | 26 marzo 2004    | Spacewatch |
| 116899 - | 2004 FB142               | 27 marzo 2004    | LINEAR     |
| 116900 - | 2004 FO143               | 28 marzo 2004    | LINEAR     |

## 116901-117000
| Nome              | Designazione provvisoria | Data di scoperta | Scopritore     |
| ----------------- | ------------------------ | ---------------- | -------------- |
| 116901 -          | 2004 FX147               | 16 marzo 2004    | Spacewatch     |
| 116902 -          | 2004 FR160               | 18 marzo 2004    | LINEAR         |
| 116903 Jeromeapt  | 2004 GW                  | 11 aprile 2004   | J. W. Young    |
| 116904 -          | 2004 GB1                 | 8 aprile 2004    | NEAT           |
| 116905 -          | 2004 GE1                 | 9 aprile 2004    | NEAT           |
| 116906 -          | 2004 GV1                 | 11 aprile 2004   | CSS            |
| 116907 -          | 2004 GF2                 | 10 aprile 2004   | J. Broughton   |
| 116908 -          | 2004 GT2                 | 12 aprile 2004   | LINEAR         |
| 116909 -          | 2004 GG3                 | 9 aprile 2004    | SSS            |
| 116910 -          | 2004 GR9                 | 10 aprile 2004   | NEAT           |
| 116911 -          | 2004 GY10                | 8 aprile 2004    | NEAT           |
| 116912 -          | 2004 GF11                | 12 aprile 2004   | SSS            |
| 116913 -          | 2004 GP12                | 11 aprile 2004   | NEAT           |
| 116914 -          | 2004 GB14                | 13 aprile 2004   | CSS            |
| 116915 -          | 2004 GG14                | 13 aprile 2004   | CSS            |
| 116916 -          | 2004 GD15                | 12 aprile 2004   | CSS            |
| 116917 -          | 2004 GZ15                | 9 aprile 2004    | SSS            |
| 116918 -          | 2004 GB17                | 10 aprile 2004   | NEAT           |
| 116919 -          | 2004 GZ22                | 12 aprile 2004   | LONEOS         |
| 116920 -          | 2004 GW23                | 13 aprile 2004   | CSS            |
| 116921 -          | 2004 GA24                | 13 aprile 2004   | CSS            |
| 116922 -          | 2004 GS24                | 13 aprile 2004   | Spacewatch     |
| 116923 -          | 2004 GK26                | 14 aprile 2004   | LONEOS         |
| 116924 -          | 2004 GL26                | 14 aprile 2004   | LONEOS         |
| 116925 -          | 2004 GR26                | 14 aprile 2004   | LONEOS         |
| 116926 -          | 2004 GY26                | 14 aprile 2004   | LONEOS         |
| 116927 -          | 2004 GA27                | 14 aprile 2004   | NEAT           |
| 116928 -          | 2004 GL27                | 15 aprile 2004   | CSS            |
| 116929 -          | 2004 GO27                | 15 aprile 2004   | NEAT           |
| 116930 -          | 2004 GE29                | 11 aprile 2004   | CSS            |
| 116931 -          | 2004 GS29                | 12 aprile 2004   | NEAT           |
| 116932 -          | 2004 GT29                | 12 aprile 2004   | NEAT           |
| 116933 -          | 2004 GH30                | 12 aprile 2004   | NEAT           |
| 116934 -          | 2004 GF31                | 13 aprile 2004   | NEAT           |
| 116935 -          | 2004 GA36                | 13 aprile 2004   | NEAT           |
| 116936 -          | 2004 GA38                | 14 aprile 2004   | NEAT           |
| 116937 -          | 2004 GP38                | 15 aprile 2004   | CSS            |
| 116938 -          | 2004 GS38                | 15 aprile 2004   | CSS            |
| 116939 Jonstewart | 2004 GG39                | 15 aprile 2004   | CSS            |
| 116940 -          | 2004 GX39                | 15 aprile 2004   | SSS            |
| 116941 -          | 2004 GE40                | 11 aprile 2004   | NEAT           |
| 116942 -          | 2004 GG41                | 12 aprile 2004   | SSS            |
| 116943 -          | 2004 GV42                | 15 aprile 2004   | LINEAR         |
| 116944 -          | 2004 GK44                | 12 aprile 2004   | Spacewatch     |
| 116945 -          | 2004 GL45                | 12 aprile 2004   | Spacewatch     |
| 116946 -          | 2004 GT45                | 12 aprile 2004   | Spacewatch     |
| 116947 -          | 2004 GH66                | 13 aprile 2004   | Spacewatch     |
| 116948 -          | 2004 GH71                | 13 aprile 2004   | NEAT           |
| 116949 -          | 2004 GA74                | 11 aprile 2004   | CSS            |
| 116950 -          | 2004 GL75                | 15 aprile 2004   | LINEAR         |
| 116951 -          | 2004 GN76                | 15 aprile 2004   | LINEAR         |
| 116952 -          | 2004 GP76                | 15 aprile 2004   | LINEAR         |
| 116953 -          | 2004 GA78                | 15 aprile 2004   | SSS            |
| 116954 -          | 2004 HS1                 | 20 aprile 2004   | W. K. Y. Yeung |
| 116955 -          | 2004 HK2                 | 16 aprile 2004   | Spacewatch     |
| 116956 -          | 2004 HG3                 | 16 aprile 2004   | LONEOS         |
| 116957 -          | 2004 HL3                 | 16 aprile 2004   | NEAT           |
| 116958 -          | 2004 HZ3                 | 17 aprile 2004   | LINEAR         |
| 116959 -          | 2004 HB6                 | 17 aprile 2004   | LINEAR         |
| 116960 -          | 2004 HD6                 | 17 aprile 2004   | LINEAR         |
| 116961 -          | 2004 HH6                 | 17 aprile 2004   | LINEAR         |
| 116962 -          | 2004 HE7                 | 17 aprile 2004   | LINEAR         |
| 116963 -          | 2004 HC8                 | 16 aprile 2004   | Spacewatch     |
| 116964 -          | 2004 HD8                 | 16 aprile 2004   | LINEAR         |
| 116965 -          | 2004 HB9                 | 16 aprile 2004   | NEAT           |
| 116966 -          | 2004 HH10                | 17 aprile 2004   | LINEAR         |
| 116967 -          | 2004 HO10                | 17 aprile 2004   | LINEAR         |
| 116968 -          | 2004 HJ11                | 19 aprile 2004   | LINEAR         |
| 116969 -          | 2004 HZ11                | 19 aprile 2004   | LINEAR         |
| 116970 -          | 2004 HJ15                | 16 aprile 2004   | Spacewatch     |
| 116971 -          | 2004 HH16                | 17 aprile 2004   | LINEAR         |
| 116972 -          | 2004 HZ16                | 16 aprile 2004   | LINEAR         |
| 116973 -          | 2004 HZ17                | 17 aprile 2004   | LINEAR         |
| 116974 -          | 2004 HQ18                | 17 aprile 2004   | NEAT           |
| 116975 -          | 2004 HC25                | 19 aprile 2004   | LINEAR         |
| 116976 -          | 2004 HH26                | 19 aprile 2004   | LINEAR         |
| 116977 -          | 2004 HO27                | 20 aprile 2004   | LINEAR         |
| 116978 -          | 2004 HK28                | 20 aprile 2004   | LINEAR         |
| 116979 -          | 2004 HY28                | 20 aprile 2004   | LINEAR         |
| 116980 -          | 2004 HD29                | 21 aprile 2004   | Spacewatch     |
| 116981 -          | 2004 HP30                | 21 aprile 2004   | LINEAR         |
| 116982 -          | 2004 HU30                | 17 aprile 2004   | LINEAR         |
| 116983 -          | 2004 HT33                | 16 aprile 2004   | LINEAR         |
| 116984 -          | 2004 HW33                | 16 aprile 2004   | LINEAR         |
| 116985 -          | 2004 HY33                | 16 aprile 2004   | LINEAR         |
| 116986 -          | 2004 HC34                | 16 aprile 2004   | NEAT           |
| 116987 -          | 2004 HF34                | 16 aprile 2004   | NEAT           |
| 116988 -          | 2004 HM34                | 17 aprile 2004   | LINEAR         |
| 116989 -          | 2004 HW42                | 20 aprile 2004   | LINEAR         |
| 116990 -          | 2004 HT44                | 21 aprile 2004   | LINEAR         |
| 116991 -          | 2004 HK45                | 21 aprile 2004   | LINEAR         |
| 116992 -          | 2004 HS45                | 21 aprile 2004   | LINEAR         |
| 116993 -          | 2004 HZ45                | 21 aprile 2004   | SSS            |
| 116994 -          | 2004 HC47                | 22 aprile 2004   | LINEAR         |
| 116995 -          | 2004 HN47                | 22 aprile 2004   | CSS            |
| 116996 -          | 2004 HQ48                | 22 aprile 2004   | SSS            |
| 116997 -          | 2004 HC50                | 23 aprile 2004   | LINEAR         |
| 116998 -          | 2004 HV50                | 23 aprile 2004   | NEAT           |
| 116999 -          | 2004 HG53                | 25 aprile 2004   | LINEAR         |
| 117000 -          | 2004 HU54                | 21 aprile 2004   | LINEAR         |